# Liste der Gouverneure von Bretagne
Der Titel Gouverneur von Bretagne wurden den Vertretern des Königs von Frankreich bzw. des Königs von England in der Bretagne verliehen, als dieses – in den verschiedenen Perioden ihrer Geschichte – unter der militärischen Kontrolle des jeweiligen Herrschers stand.
Zur Zeit der Herzöge von Bretagne war das Amt nicht ständig besetzt, Gouverneure wurden normalerweise nur in Kriegszeiten oder in Abwesenheit des Herzogs eingesetzt, ihr Amt endete, sobald der Anlass dafür weggefallen war.

## Liste

### Der karolingischemissus imperatoris
| Datum  | Missus imperatoris               | Wappen | Anmerkungen |
| ------ | -------------------------------- | ------ | --- |
| um 818 | Nominoë (* um 800 † 7. März 851) |        | Er wurde von Kaiser Ludwig dem Frommen zum missus imperatoris ernannt, um eine Zentralmacht zu etablieren, machte sich aber selbst zum Herzog der Bretagne (ducatus ipsius gentis) und ernannte eigene missi dominici. Er wurde de facto König der Bretagne. |

Als autonome Region hatte die Bretagne in den nächsten sechs Jahrhunderten keine Gouverneure, sondern souveräne Herrscher.

### Bretonischer ErbfolgekriegundHundertjähriger Krieg
| Datum               | Gouverneur                                                                                       | Wappen | Oberhoheit | Anmerkungen |
| ------------------- | ------------------------------------------------------------------------------------------------ | ------ | ---------- | --- |
| 1341 (November)     | Robert VII. Bertrand, Baron de Bricquebec, Vicomte de Roncheville (* 1285, † 1348)               |        | Frankreich | Marschall von Frankreich Königlicher Kapitän in der Bretagne (November 1341), nach dem Tod von Herzog Johann III., vor dem Erlass von Conflans zugunsten von Herzog Karl und gegen Herzog Johann IV. |
| 1346                | Sir Thomas Dagworth († 1352)                                                                     |        | England    | Ernannt von Eduard III. von England, Tutor von Herzog Johann IV. |
| um 1348             | William de Bohun, 1. Earl of Northampton (* um 1312, † 1360)                                     |        | England    | Ernannt von Eduard III. von England |
| um 1352             | Jean Avenel                                                                                      |        |            | |
| 1355                | Thomas Holland, 1. Earl of Kent († 1360)                                                         |        | England    | Königlicher Leutnant in der Bretagne, ernannt von Eduard III. von England |
| 1356                | Henry of Grosmont, 1. Duke of Lancaster (* 1299, † 1361) (mit Jean de Montfort, Duc de Bretagne) |        | England    | Als Gouverneure der Bretagne von Eduard III. von England ernannt. |
| 1359                | Robert de Herle und John of Buckingham                                                           | -      | England    | Lord Warden of the Cinque Ports Ernannt von Eduard III. von England |
| 1368-1370           | William Latimer, 4. Baron Latimer (* 1330, † 1381)                                               |        | England    | Ernannt von Eduard III. von England, 1368 Militärgouverneur von Bécherel, 1370 von Saint-Sauveur-le-Vicomte.                                                                                         |
| 1373 (18. Dezember) | Louis I., Herzog von Anjou (* 1339, † 1384)                                                      |        | Frankreich | Als Lieutenant général der Bretagne bretonnante und Bretagne gallo von Karl V. von Frankreich ernannt, als Herzog Johann IV. nach England abgereist war                                              |
| 1374                | Edmund of Langley, 1. Duke of York (*1341, † 1402) (mit Herzog Johann IV.)                       |        | England    | Von Eduard III. von England zu Capitaines de Bretagne ernannt |

### Souveraineté bretonne
| Datum                        | Gouverneur                                                                           | Wappen | Oberhoheit          | Anmerkungen |
| ---------------------------- | ------------------------------------------------------------------------------------ | ------ | ------------------- | --- |
| 1382 (9. Juni)               | Guy XII., Seigneur de Laval, Vicomte de Rennes, Baron de Vitré etc. (* 1327, † 1412) |        | Bretagne            | Der Herzog, der sich mit Frankreich versöhnt hatte, begleitete den König Karl VI. von Frankreich 1382 auf seinem Feldzug nach Flandern. Vor seiner Abreise beauftragte er den Sire de Laval in versiegelten Briefen am 22. Juli desselben Jahres, die Bretagne als seinen Generalleutnant zu regieren, mit der Befugnis, wie er selbst zu handeln, zu begnadigen, Gouverneure und Kapitäne an allen Orten einzusetzen und Waffenstillstände zu schließen. 1404 wurde Guy XII., Kurator des Herzogs Johann IV. seit dem Tod seines Vaters, vom jungen Herzog durch einen Patentbrief vom 14. Januar seines Amtes enthoben. |
| 1402                         | Philipp II., Herzog von Burgund (* 1342, † 1404)                                     |        | Bretagne Frankreich | Onkel als Tutor des Herzogs Johann V. |
| 1420                         | Alain VIII., Vicomte de Rohan († 1429)                                               |        | Bretagne            | Gouverneur während der Inhaftierung Johanns V. im Bretonischen Erbfolgekrieg |
| 1447 und 1449 (4. September) | Pierre, Comte de Guingamp (* 1418, † 1457)                                           |        | Bretagne            | Lieutenant des Herzogs Franz I. während seiner Reise zum König von Frankreich |
| 1472 (24. Mai)               | Guy XIV., Comte de Laval (* 1406, † 1486)                                            |        | Bretagne            | Generalleutnant für das gesamte Herzogtum |
| 1488                         | Jean IV. de Chalon-Arlay, Fürst von Orange (* 1443, † 1502)                          |        | Bretagne Frankreich | Als Gouverneur von Franz II. eingesetzt; er setzte seine Arbeit nach dem Tod des Herzogs unter Herzogin Anne und unter Karl VIII. von Frankreich fort |
| vor 1525                     | Charles IV., Duc d’Alençon (* 1489, † 1525)                                          |        | Bretagne Frankreich | |
| 1525                         | Guy XVI., Comte de Laval (*1476, † 1531)                                             |        | Bretagne Frankreich | Amiral et Lieutenant-général de Bretagne unter dem Herzog von Alençon (1510), von Franz I. von Frankreich nach Alençons Tod am 27. August 1526 zum Gouverneur ernannt |
| 1531 (9. Juni)               | Jean de Laval, Baron de Châteaubriant (* 1486, † 1543)                               |        | Bretagne Frankreich | Als Amiral et Lieutenant-général de Bretagne wurde er im August 1532 von König Franz I., Königin Eleonore und dem Herzog Franz III. bei ihrem Einzug in Nantes in das Amt des Gouverneurs eingesetzt |

### Nach dem Unionsvertrag von 1532
| Datum               | Gouverneur                                                                              | Wappen | Oberhoheit | Anmerkungen |
| ------------------- | --------------------------------------------------------------------------------------- | ------ | ---------- | --- |
| 1542 (25. Februar)  | Jean IV. de Brosse, Comte de Penthièvre († 1565)                                        |        | Frankreich | Er wurde am 25. Februar 1542 ernannt und zog am 8. April 1542 in Nantes ein. |
| 1562 (20. März)     | Sébastien de Luxembourg, Duc de Penthièvre, Vicomte de Martigues († 1569)               |        | Frankreich | Neffe des vorigen |
| 1569                | Louis III. de Bourbon-Vendôme, Souverain de Dombes, Duc de Montpensier (* 1513, † 1582) |        | Frankreich | |
| 1582                | Philippe-Emmanuel de Lorraine, Duc de Mercœur (* 1558, † 1602)                          |        | Frankreich | Von König Heinrich III. am 18. April 1589 abgesetzt, nannte er sich bis April 1598 noch Gouverneur von Bretagne, trat dann gegen eine üppige Pension zugunsten von César de Vendôme ab |
| 1589                | Henri de Bourbon, Prince de Dombes (* 1573, † 1608)                                     |        | Frankreich | Enkel von Louis III. de Bourbon-Vendôme, am 27. März 1575 en survivance und am 24. April 1589 tatsächlich ernannt. |
| 1598 (April)        | César de Bourbon, duc de Vendôme (* 1594, † 1665)                                       |        | Frankreich | Unehelicher Sohn Heinrichs IV.; er trat 1626 zurück |
| 1626 (3. Juli)      | Pons de Lauzières-Cardaillac, Marquis de Thémines (* 1553, † 1627)                      |        | Frankreich | Marschall von Frankreich, ernannt am 3. Juli 1626, starb im Oktober 1626 in Auray |
| 1627                | Armand Jean du Plessis, Kardinal und Duc de Richelieu (* 1585, † 1642)                  |        | Frankreich | 1627 ernannt, kam er bis zu seinem Tod 1642 nicht in die Bretagne |
| 1643                | Charles de La Porte                                                                     |        | Frankreich | Lieutenant-général für Richelieu, dann Gouverneur für Anna von Österreich |
| 1643                | Anna von Österreich, Regentin von Frankreich (* 1601, † 1666)                           |        | Frankreich | Mutter Ludwigs XIV.; sie 1643 auf Wunsch der États de Bretagne ernannt; Charles de La Porte, Duc de La Meilleraye, Marschall von Frankreich und Militärgouverneur von Nantes, wurde ihr Lieutenant général; ihm folgte nach seiner Demission 1656 sein Sohn Armand-Charles de La Porte, diesem dann Charles d’Albert d’Ailly, Duc de Chaulnes. Nach dem Tod der Königin 1666 blieb die Bretagne vier Jahre ohne Gouverneur. |
| 1666                | Armand-Charles de La Porte (* 1632, † 1713)                                             |        | Frankreich | Sohn von Charles de La Porte, Duc de La Meilleraye; er wird anschließend zum Gouverneur von Elsass ernannt |
| 1670                | Charles d’Albert d’Ailly, Duc de Chaulnes (* 1625, † 1698)                              |        | Frankreich | Trat 1695 zurück. |
| 1695 (26. März)     | Louis-Alexandre de Bourbon, comte de Toulouse (* 1678, † 1737)                          |        | Frankreich | Gouverneur von Bretagne nach dem Rücktritt des Duc de Chaulnes; trat selbst am 2. Dezember 1736 zurück |
| 1736 (31. Dezember) | Louis Jean Marie de Bourbon, duc de Penthièvre (* 1725, † 1793)                         |        | Frankreich | Sohn seines Vorgängers |
| 1738 (4. Mai)       | Louis I. de Bourbon, duc d’Orléans (* 1703, † 1752)                                     |        | Frankreich | Während der Minderjährigkeit des Herzogs von Penthièvre. |